# Distretto di Pacasmayo
Il distretto di Pacasmayo  è uno dei cinque distretti della provincia di Pacasmayo, in Perù. Si trova nella regione di La Libertad e si estende su una superficie di  30,84 chilometri quadrati.